# Forêt syndicale
Une forêt syndicale est une forêt détenue par un syndicat de propriétaires. Il s'agit dans la majorité des cas de syndicats de communes. Le statut de forêt syndicale est rare en France.

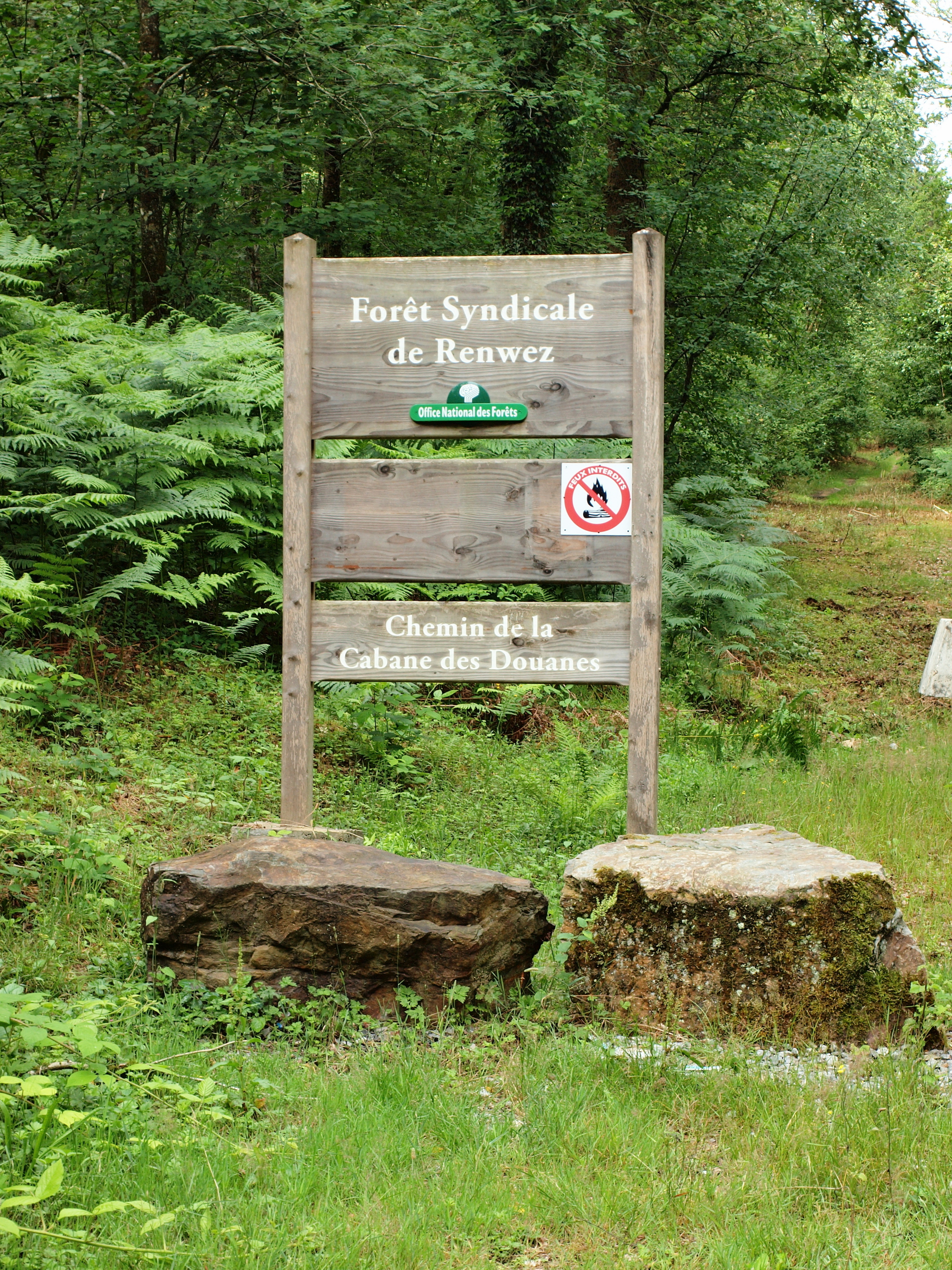
Panneau de limite d'une forêt syndicale.

## Objectifs
Les avantages d’une forêt syndicale peuvent varier en fonction du contexte et des objectifs spécifiques du syndicat de propriétaires. 
Les propriétaires forestiers peuvent collaborer pour gérer la forêt de manière plus efficace. Cela peut inclure la planification des coupes, la régénération des arbres et la protection contre les maladies et les ravageurs.
En regroupant leurs ressources, les propriétaires peuvent réaliser des économies d’échelle. Ils peuvent partager les coûts liés à l’entretien, à la surveillance et à la gestion de la forêt.
Les forêts syndicales peuvent être éligibles à des subventions, des incitations fiscales et des programmes de soutien gouvernementaux servant à financer des projets de conservation, de reboisement ou d’amélioration de la biodiversité,.